# ヴラディスラフ2世
ヴラディスラフ2世（Vladislav al II-lea , ? - 1456年8月20日）は、15世紀のワラキア公国の公（1447年 - 1448年、1448年 - 1456年）。ブラム・ストーカーの『吸血鬼ドラキュラ』のモデルとなったヴラド3世（ヴラド・ツェペシュ）とワラキア公位を巡って争った。

## 生涯
バサラブ朝ダネシュティ家のワラキア公・ダン2世の息子として生まれた。1447年、ハンガリー王国摂政兼トランシルヴァニア侯・フニャディ・ヤーノシュの軍がワラキアに侵攻し、ドラクレシュティ家のワラキア公・ヴラド2世を破る。ヴラド2世と彼の長子・ミルチャ2世は自国の有力者らに裏切られて殺害され、フニャディの推すヴラディスラフがワラキア公に即位した。ヴラディスラフは、1448年10月17日から19日にかけて、フニャディ指揮下のキリスト教同盟軍とオスマン帝国軍の間で戦われた第二次コソヴォの戦いに8000名の軍を率いて参戦して敗北したが、その戦いぶりの評価を巡ってフニャディとヴラディスラフの間で不和が生じた。それからまもなく、オスマンの人質になっていたヴラド2世の次男ヴラド3世が解放されてワラキア公位に就いたが、ヴラディスラフは2ヶ月で公位を奪還した。敗れたヴラド3世は、母方の叔父ボクダン2世が治めるモルダヴィア公国に、ボグダン2世が暗殺された後はフニャディの根拠地であるトランシルヴァニアへと逃れた。
次第に圧力を強めるオスマンに対して、1451年11月20日、ヴラディスラフは、三年間の和平を保つ条約を締結し、貢納金の支払いも確約した。また、オスマンとの貿易促進のために、オスマンのアスパー銀貨のワラキア国内流通を認めるように貨幣制度を改めた。このようなオスマン迎合政策は後援者であるフニャディの不興を買い、トランシルヴァニア内のワラキア公伝来の所領であったアムラシュ及びファガラシュを没収された。両所領は、トランシルヴァニアに滞在しながらワラキア公位を狙うヴラド3世に与えられた。ヴラディスラフは、ヴラド3世の暗殺を謀ったが失敗した。
1456年8月20日、フニャディの後押しを受けたヴラド3世の軍に敗北し、死亡した。ヴラディスラフの遺児・ダン3世はトランシルヴァニアに滞在し、ワラキア公位を狙ったが、これも1460年にヴラド3世に敗れて処刑された。